# 채반

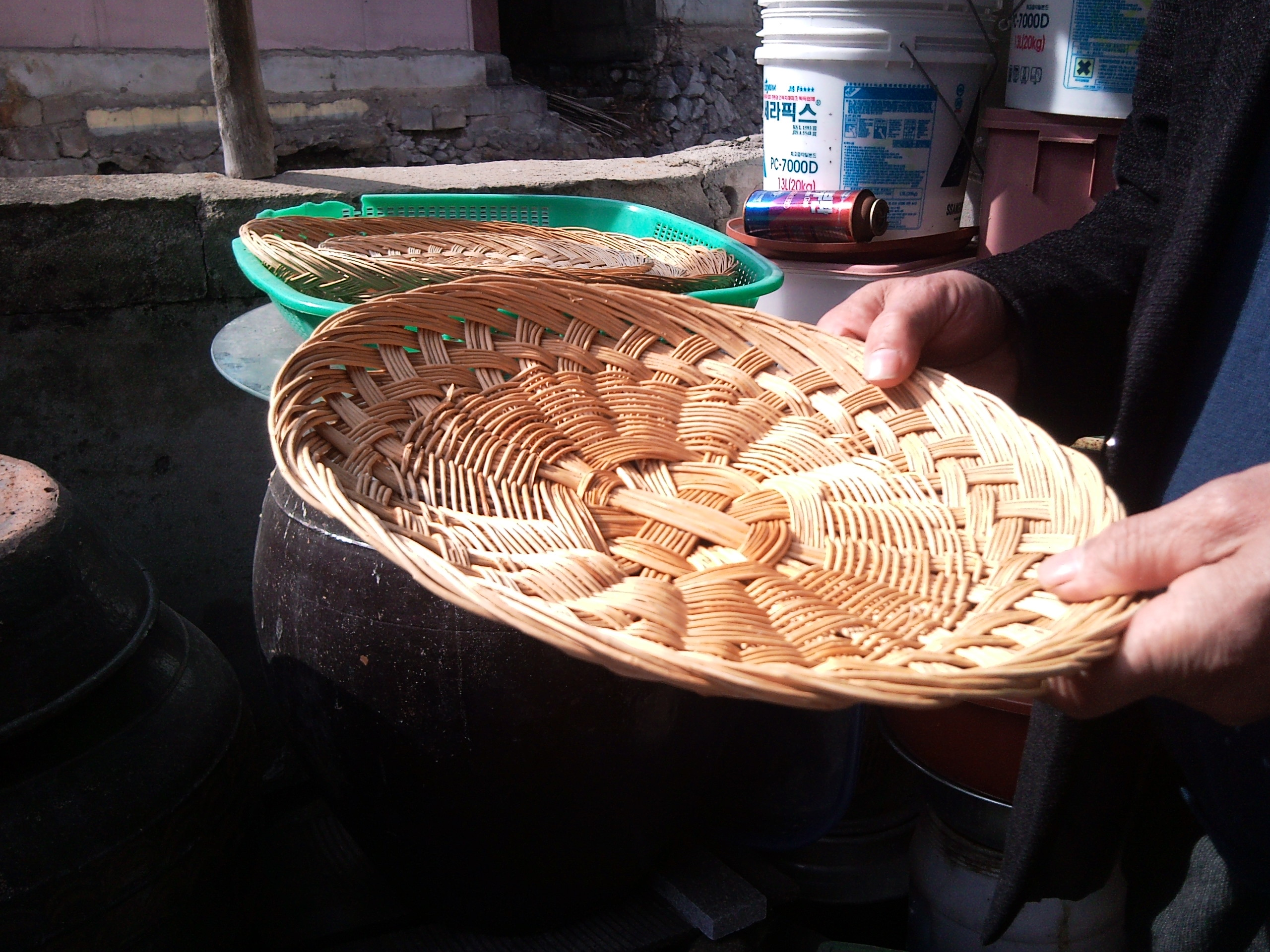
채반

채반(-盤)은 껍질을 벗긴 싸릿개비나 버들가지 등의 오리를 울과 춤이 거의 없이 둥글넓적하게 결어 만든 채그릇이다.

## 같이 보기
- 광주리
- 소쿠리